# Leichtathletik-Länderkampf der Frauen 1934 Polen – Deutschland
| 1. Leichtathletik-Länderkampf mit deutscher Beteiligung 1934 | 1. Leichtathletik-Länderkampf mit deutscher Beteiligung 1934 |
| ------------------------------------------------------------ | ------------------------------------------------------------ |
|                                                              |                                                              |
| Ländervergleich der Frauen: Polen – Deutschland              |                                                              |
| Austragungsort                                               | Warschau                                                     |
| Wettbewerbe                                                  | 9                                                            |
| Datum                                                        | 15. Juli 1934                                                |
| 1. GER 2. POL                                                | 64 Punkte 35 Punkte                                          |
| Chronik                                                      |                                                              |
| ← letzter LK 1933: 00FRA-GER (M)                             | GER-JPN (F) →                                                |

Im ersten Vergleich des Leichtathletik-Länderkampfjahrs 1934 gab es nach zweijähriger Pause wieder einen Ländervergleich der deutschen Frauen. Zum ersten Mal hieß der Gegner Polen. Austragungsort war die polnische Hauptstadt Warschau. In ihrer fünften Begegnung bezwangen die deutschen Leichtathletinnen Polen am 15. Juli mit 64 zu 35 Punkten und errangen damit ihren zweiten Sieg.

## Modus
Gewertet wurde in den Einzeldisziplinen nach dem später üblichen System: Pl. 1: 4 P, Pl. 2: 3 P., …, Pl. 4: 1 P. In den Staffeln erhielt das erstplatzierte Team 7, die Staffel auf Platz zwei 4 P.

## Bilanz
Mit den Rennen über 100, 200 Meter, 80 Meter Hürden und der Staffel standen nur vier Laufwettbewerbe auf dem Programm. Die im letzten deutschen Frauenländerkampf zwei Jahre zuvor noch ausgetragene Mittelstrecke über 800 Meter war nach ihrer Streichung im olympischen Frauenprogramm hier auch nicht mehr im Angebot.
Außer im Diskus- und Speerwurf gab es in den Einzelwettbewerben nur deutsche Doppelsiege. Auch die ungewöhnliche Staffel (60 m – 75 m – 100 m – 200 m) gewannen die deutschen Sprinterinnen. So fiel der deutsche Erfolg sehr hoch aus.

## Legende
Kurze Übersicht zur Bedeutung der Symbolik – so üblicherweise auch in sonstigen Veröffentlichungen verwendet:
| k. A. | keine Angabe |

## Resultate

### 100 m
| Platz | Athletin        | Land | Zeit (s) |
| ----- | --------------- | ---- | -------- |
| 1     | Marie Dollinger | GER  | 11,9     |
| 2     | Emmy Albus      | POL  | 12,2     |
| 3     | Otylia Orłowska | POL  | 12,6     |
| 4     | Jadwiga Batiuk  | POL  | k. A.    |

### 200 m
| Platz | Athletin        | Land | Zeit (s) |
| ----- | --------------- | ---- | -------- |
| 1     | Käthe Krauß     | GER  | 25,4     |
| 2     | Ilse Dörffeldt  | GER  | 25,6     |
| 3     | Irena Świderska | POL  | 28,0     |
| 4     | Helena Gottlieb | POL  | k. A.    |

### 80 m Hürden
| Platz | Athletin        | Land | Zeit (s) |
| ----- | --------------- | ---- | -------- |
| 1     | Gerda Pirch     | GER  | 12,1     |
| 2     | Ruth Engelhard  | GER  | 12,2     |
| 3     | Maryla Freiwald | POL  | k. A.    |
| 4     | Erna Orzeł      | POL  | k. A.    |

### Staffel (60 m – 75 m – 100 m – 200 m)
| Platz | Besetzung       | Land                                                           | Zeit (s) |
| ----- | --------------- | -------------------------------------------------------------- | -------- |
| 1     | Deutsches Reich | Emmy Albus Marie Dollinger Ilse Dörffeldt Käthe Krauß          | 53,6     |
| 2     | Polen           | Jadwiga Batiuk Maryla Freiwald Otylia Orłowska Camilla Mondral | 57,8     |

### Hochsprung
| Platz | Athletin        | Land | Höhe (m) |
| ----- | --------------- | ---- | -------- |
| 1     | Traute Göppner  | GER  | 1,50     |
| 1     | Ilse Niederhoff | GER  | 1,50     |
| 3     | Erna Orzeł      | POL  | 1,45     |
| 3     | Genowefa Plucik | POL  | 1,45     |

### Weitsprung
| Platz | Athletin          | Land | Weite (m) |
| ----- | ----------------- | ---- | --------- |
| 1     | Käthe Krauß       | GER  | 5,61      |
| 2     | Traute Göppner    | GER  | 5,56      |
| 3     | Janina Wencel     | POL  | 5,04      |
| 4     | Maria Kwaśniewska | POL  | 4,82      |

### Kugelstoßen
| Platz | Athletin           | Land | Weite (m) |
| ----- | ------------------ | ---- | --------- |
| 1     | Gisela Mauermayer  | GER  | 14,38     |
| 2     | Gerda Link         | GER  | 12,74     |
| 3     | Jadwiga Wajs       | POL  | 11,78     |
| 4     | Genowefa Cejzikowa | POL  | 11,68     |

### Diskuswurf
| Platz | Athletin           | Land | Weite (m) |
| ----- | ------------------ | ---- | --------- |
| 1     | Jadwiga Wajs       | POL  | 42,89     |
| 2     | Paula Mollenhauer  | GER  | 41,05     |
| 3     | Genowefa Cejzikowa | POL  | 41,05     |
| 4     | Gisela Mauermayer  | GER  | k. A.     |

### Speerwurf
| Platz | Athletin          | Land | Weite (m) |
| ----- | ----------------- | ---- | --------- |
| 1     | Maria Kwaśniewska | POL  | 37,80     |
| 2     | Gerda Link        | GER  | 36,26     |
| 3     | Käthe Alpen       | GER  | 35,56     |
| 4     | Zofia Smętkówna   | POL  | 31,78     |